# Сацуки (эсминец, 1925)
«Сацуки» (яп. 皐月 Месяц рисовых посевов (древнее название мая)) — японский эсминец типа «Муцуки». Первый корабль серии, вступивший в строй. Принимал активное участие в войне против Китая и боях на Тихом океане. Потоплен американской палубной авиацией в Манильской бухте 21 сентября 1944 года.

## Проектирование и строительство
Заказаны в соответствии с «Новой кораблестроительной программой по замещению кораблей по условиям Вашингтонского договора 1923 г.». Корабли этого типа являлись развитием эсминцев типа «Камикадзе». На эсминцах типа «Муцуки» были установлены более мощные торпедные аппараты (строенные) Для повышения остойчивости корабля были увеличены размеры корпуса и водоизмещение.
Построенные на основе опыта Первой мировой войны, эсминцы предназначались для атаки линейных сил противника и защиты своих тяжелых артиллерийских кораблей от атак эсминцев, постановки активных минных заграждений и траления мин. Однако уже к концу 1930-х годов корабли значительно уступали по основным параметрами новым эсминцам как японским, так и будущих противников. Сацуки строился на верфи Фуджинагата (Fujinagata Shipyards) в Осаке в 1924-25 гг. Вошёл в строй под названием «№ 27» 1 августа 1928 он получил своё основное название.

## Вооружение
Артиллерийское вооружение включало четыре одноорудийные щитовые установки 120-мм орудий тип 3 (длина 45 калибров, дальность — 5500 м, запас 180 снарядов на орудие, скорострельность — 9 выстрелов в минуту). Одно орудие было размещено на полубаке, второе между двух труб в центральной части корабля, ещё два — в коровой части спереди и сзади грот-мачты. Корабли практически не имели зенитного вооружения, которое было ограничено двумя 7,7-мм пулемётами тип 92. Возросшая роль авиации потребовала усиления зенитного вооружения, которое было проведено в ходе модернизации корабля в 1938 году. Были установлены две одинарных 25-мм зенитных пушки тип 96 (длина — 60 калибров, скорострельность до 110 выстрелов в минуту, эффективная высота стрельбы до 1500 м, дальность до 3000 м, запас снарядов — 2000 на орудие). 7,7-мм пулемёты были заменены на 13,2-мм тип 93.
В августе 1943 года на корабле была проведена большая замена вооружения, направленная на усиление зенитного и противолодочного вооружения. Была демонтирована установка главного калибра № 4, число 25-мм автоматов увеличилось до 10. Общая тенденция усиления зенитного вооружения привела к постоянному увеличению числа стволов. В марте 1944 года была демонтирована ещё одна 120-мм установка (№ 2). Установлены два 25-мм автомата и спаренный 13-мм пулемёт. В июне 1944 года были добавлены ещё четыре 25-мм автомата и один 13-мм пулемёт.
Торпедное вооружение было усилено благодаря тому, что на эсминцах этого типа были впервые установлены новые трехтрубные 610-мм торпедные аппараты тип 12, что позволило уменьшить их число. Первый аппарат был традиционно для японских эсминцев размещён перед носовой надстройкой. Однако на последующих типах от такого размещения конструкторы отказались. Второй аппарат был расположен в кормовой части между дымовой трубой и грот-мачтой. При вступлении в строй корабль не имел никакого противолодочного вооружения. В 1932 году этот пробел был исправлен и корабль получил два бомбомета тип 88 и два бомбосбрасывателя тип 3 с запасом из 36 глубинных бомб. Во время модернизации 1938 года на эсминце были заменены бомбомёты (установлены новые бомбомёты тип 94) и размещены сонар тип 93 и гидрофон тип 92. В марте 1944 года корабль оснастили радаром тип 13.

## История службы

### Довоенная служба
После вступления в строй корабль включили в состав 22-го дивизиона эскадренных миноносцев Второй Флотилии Второго Флота. В октябре 1927 года участвовал в маневрах Соединенного Флота в районе между островами Рюкю и Бонин (входил в состав соединения «синих»). С декабря 1927 года по сентябрь 1931 года Сацуки числился в резерве и находился в Сасебо. В сентябре-декабре 1931 года в Сасебо на верфи флота провели текущий ремонт корпуса и механизмов. В декабре 1931 года 22-й дивизион включили в состав Первой Флотилии Первого Флота. С 26 января по 22 марта 1932 года корабль участвовал в Первом Шанхайском сражении в составе Третьего флота под командованием вице-адмирала Китисабуро Номура. Сацуки действовал в районе устья реки Янцзы, оказывая огневую поддержку армейским частям, которые вели бои за Шанхай.
22 марта 1932 г. эсминец возвратился в Сасебо, где до сентября 1932 г. провели текущий ремонт, установили противолодочное вооружение. В конце сентября 1932 года эсминец вернулся в состав действующего флота и до июля 1933 года занимался боевой подготовкой в районе к югу от острова Формоза. С 21 по 25 августа 1933 года Сацуки принял участие в морском параде у Иокогамы. С августа 1933 года по сентябрь 1934 года и с апреля 1936 по ноябрь 1937 корабль числился в резерве в Куре на базе флота. Начавшаяся война с Китаем потребовала усиления флота и эсминец было вновь вернуть в строй. В течение 1938 года на верфи флота в Куре был проведён очередной ремонт и модернизация: были усилены корпусные конструкции, установлено зенитное вооружение, оборудование для обнаружения подводных лодок, новые бомбомёты. После ремонта Сацуки вошел в состав 22-го дивизиона Пятой Флотилии Четвертого Флота. До ноября 1941 года эсминец занимался боевой подготовкой к югу от Фомрозы.

### Начальный период войны на Тихом океане
В ноябре 1941 г. эсминец, вместе с 22-м дивизионом 5-й эскадры эсминцев, был включен в состав Первого Сюрпризного Соединения Северо-Филиппинского Отряда поддержки. В декабре участвовал в операции по захвату острова Лусон. В ходе операции корабль эскортировал транспорты (47-я, 48-я пехотные и 4-я танковая дивизии), обеспечивал их высадку и оказывал огневую поддержку. В конце декабря эсминец был включен в состав Второй Эскортной Группы Малайского Оперативного Соединения. В январе 1942 года принимал участие в эскортировании кораблей, участвовал в оккупации архипелага Анамбас и обеспечивал наступление армейских частей на Мерсинг. В первой половине февраля базировался на Камрань. В конце февраля в составе Третьей Эскортной Группы действовал в охранении конвоя Главных Сил Западных Сил Вторжения на остров Ява. В ночь на 28 февраля обеспечивал высадку частей 16 армии у Индрамаджо (к востоку от Батавии). Затем до 4 марта 1942 года эсминец патрулировал у северо-западного побережья Явы, оказывая огневую поддержку армейским частям.
В середине марта 5 эскадра эсминцев была расформирована и Сацуки вместе с 22-м дивизионом вошёл в состав Первой Эскортной Группы участвовал в переброске 18-й пехотной дивизии из Пенанга на Андаманские острова. До февраля 1943 года базировался на Сингапур, входя Флота Юго-Западного района, а с 20 ноября 1942 года Третьей Флотилии Первого Флота. В этот период эсминец обеспечивал воинские перевозки между Сингапуром, Пенангом, Борнео, Явой, Суматрой и архипелагом Бисмарка. В июне 1942 году посещал Метрополию. В январе 1943 года вместе с эсминцами Нагацуки и  Фумицуки сопровождал авиатранспорт Камикава-Мару из Метрополии к Соломоновым островам.

### Кампания у Соломоновых островов
С 1 по 7 февраля 1943 года Сацуки трижды принимал участие в эвакуации японского гарнизона с острова Гуадалканал. С конца февраля по июль 1943 года базировался на Рабаул, обеспечивая переходы конвоев. В ночь на 29 мая получил небольшие повреждения, задев риф во время рейда к Коломбангара. В июне эсминец включили в состав Второго Транспортного Соединения капитана 1-го ранга Ямасиро и стали активно использовать в рейсах «Токийского экспресса». Так в начале июня дважды доставлял подкрепления в Тулуву (остров Новая Британия), в конце июня — на Коломабангара. 2 июля в составе отряда эсминцев принимал участие в обстреле острова Рендова.
В ночь на 6 июля 1943 года он высадил на остров Коломбангара 2800 чел. из состава армейских частей. В ходе операции корабль принял участие в бою в заливе Кула, а после него безуспешно пытался снять с мели эсминец Нагацуки. После боя стал флагманским кораблём 22 дивизиона эскадренных миноносцев. 9 июля в составе отряда эсминцев доставил на Коломбангара 1200 человек и 85 тонн грузов. 10-13 июля 1943 года в составе Транспортного Соединения контр-адмирала Идзаки участвовал в попытке перебросить подкрепления (400 человек из 229 пехотного полка) на Коломангара. В бою у Коломбангара повреждений не имел.
17 июля 1943 года во время налета американской авиации на остров Шортленд, в результате близких разрывов бомб, корпус эсминца в районе машинного отделения получил множество пробоин, вышел из строя паротурбинный агрегат правого борта, ход упал до 20 узлов, были разрушены прожекторные площадки. В конце июля 1943 года корабль самостоятельно пришел на Трук. В начале августа конвоировал переход из Трука в Метрополию авианосца Тайё. Затем до конца августа проходил ремонт и перевооружение в Куре. В сентябре 1943 года вернулся в Рабаул и ещё дважды принимал участие в эвакуации гарнизона Коломбангара.

### Завершающий период войны и гибель корабля
С октября Сацуки включили в состав Соединения Надводного эскорта Четвертого Флота и он приступил к обеспечению воинских перевозок в центральной части Тихого океана. 24 октября 1943 года в очередной раз был легко повреждён, задев риф. 9 ноября принимал участие в спасении экипажа торпедированного транспорта Тага мару. В ноябре-декабре 1943 года прошёл ремонт на верфи в Сасебо. 4 января 1944 года в Кавиенге во время налета американской палубной авиации от близких разрывов бомб на корабле были погнуты гребные валы, ход упал до 24 узлов, получили повреждения надстройки и корпус. Через несколько дней от ран умер капитан корабля Иино. В январе-начале февраля сопровождал от Сайпана в Йокосуку торпедированный авианосец Уньё. Затем прошёл в Сасебо ремонт и довооружение.
После его завершения эсминец включили в состав Первого Соединения эскортных кораблей. Он эскортировал конвои между Голландской Ост-Индией и Метрополией. В июне в очередной раз прошёл ремонт и довооружение на верфи в Йокосуке. 17-20 июня 1944 года эсминец вместе с линкорами Фусо и Ямасиро выходил в море из Давао для обеспечения действий соединения вице-адмирала Одзава. Затем эскортировал несколько конвоев на Филиппины. 21 сентября 1944 года в Манильской бухте, во время налета американской палубной авиации, в Сацуки попало три бомбы, он разломился и затонул в точке с координатами 14°35′ с. ш. 120°45′ в. д.. 52 члена экипажа было убито, 15 — ранено.